# James and the Giant Peach (comédie musicale)
Cet article concerne la comédie musicale. Pour le roman pour enfants de Roald Dahl, voir James et la Grosse Pêche. Pour le film d'Henry Selick, voir James et la Pêche géante.
James and the Giant Peach est une comédie musicale avec de la musique et les paroles de Benj Pasek et Justin Paul et un livret de Timothy Allen McDonald basé sur le livre pour enfants de Roald Dahl de 1961 du même nom.
Après que McDonald et Leslie Bricusse aient développé avec succès Charlie et la Chocolaterie en une comédie musicale, en utilisant des chansons de l'adaptation cinématographique de 1971, la veuve de Dahl, Liccy, a accordé les droits de développer James and the Giant Peach. McDonald a commencé à constituer l'équipe de création en 2005. Lynn Ahrens, Freddie Gershon et Michael Kerker ont recommandé l'équipe de composition de chansons de Benj Pasek et Justin Paul en 2008. Après une audition où Pasek et Paul ont écrit trois chansons potentielles en une semaine, dont deux qui seraient intégrées à la série (le premier solo de James, On Your Way Home et Property of Spiker and Sponge), McDonald a embauché le duo.
Le spectacle a été mis en scène pour la première fois à Goodspeed Musicals mis en scène par Graciela Daniele. Cette production était en pourparlers pour se rendre à Broadway. Cependant, en raison d'une critique mitigée, il a été développé par l'équipe. Il a été retravaillé depuis lors et en 2015, la nouvelle version est devenue disponible pour licence par la compagnie McDonald's Music Theatre International (en) et est un spectacle populaire dans le théâtre régional. Un enregistrement de distribution de cette nouvelle version est sorti en 2015. Deux autres versions (une version Theatre For Young Audiences et une version Junior) sont également disponibles et sont couramment utilisées par les théâtres pour enfants.

## Synopsis

### Acte un
Ladahlord prépare le terrain en présentant les personnages et en plaçant le décor juste devant le public (Right Before Your Eyes). L'histoire commence avec James qui fait un cauchemar en dormant à l'orphelinat, se souvenant que ses parents se sont fait manger par un rhinocéros au zoo de Londres. Il se réveille dans une sueur froide. Il explique ensuite à une coccinelle et une sauterelle sur ses problèmes (On Your Way Home). Le lendemain matin, James apprend qu'il quitte l'orphelinat pour vivre avec ses deux tantes à Douvres.
Le public rencontre Spiker et Sponge à qui on dit qu'elles doivent s'occuper d'un enfant. Ils viennent chercher James à la gare et décident de l'utiliser comme esclave (Property of Spiker and Sponge). Ils ramènent James chez elles. Spiker entre dans une toile d'araignée et demande à James d'abattre le vieil arbre qui la retient. Les deux tantes partent pour la plage. Avant que James ne puisse abattre l'arbre, il s'arrête pour sauver un mille-pattes. Il lève alors sa hache, mais est arrêté par un homme mystérieux nommé Ladahlord. Ladahlord aide James à réparer sa vie en lui donnant accès à un sort dans le livre de sorts de Ladahlord (Shake it Up). La potion est faite, et sur le chemin du retour à la maison de Spiker et Sponge, il trébuche, renversant la potion sur le vieil arbre.
Le lendemain matin, Spiker et Sponge ramènent James au jardin pour faire plus de travail. Les trois sont surpris en voyant qu'une gigantesque pêche a poussé sur l'arbre. Spiker se rend compte qu'elle et Sponge peuvent utiliser la pêche pour gagner de l'argent et conclure des accords avec des entreprises, ce qui permet à la pêche d'être utilisée à des fins commerciales et médiatiques ("There's Money on That Tree"). James dit aux tantes qu'il a fait pousser la pêche. Ils le traitent de menteur et le forcent à dormir dehors. James décide qu'il préfère vivre seul qu'avec Spiker et Sponge (Middle of a Moment).
James entre dans la pêche et rencontre les cinq insectes qu'il a vus plus tôt : la sauterelle, la coccinelle, le ver de terre, l'araignée et le mille-pattes, qui ont également été cultivés par le sort de Ladahlord. Les insectes ont également été blessés par les tantes et veulent également s'échapper. Mille-pattes coupe la tige de la pêche et la pêche roule dans l'océan et se met à flotter en direction de la France. La sauterelle assure à tous qu'ils seront en sécurité et qu'ils peuvent compter sur le courant pour les amener en France (Floatin 'Along).

### Acte deux
Le temps a passé et nos six personnages ont faim. Ils décident de rationner la pêche pour ne pas mourir de faim et ne pas couler. Avec une nouvelle énergie, les insectes décident de divertir James avec quelques faits personnels (Have You Even Begun to Wonder?).
De retour chez les tantes, elles se rendent compte qu'elles vont avoir des ennuis pour ne pas pouvoir tenu toutes les promesses qu'elles ont faites parce qu'elles ont perdu la pêche. Elles sont chassés par une foule en colère (A Getaway For Spiker and Sponge).
De retour sur la pêche, James fait un autre cauchemar. Il se réveille et les insectes lui racontent les ennuis qu'ils ont eu avec les tantes. Mille-pattes révèle qu'il déteste tous les humains, y compris James. Les quatre autres insectes tentent de réconforter James en lui disant que la mémoire de ses parents sera toujours avec lui (Everywhere That You Are).
Spiker et Sponge se sont échappés de Douvres et sont maintenant à bord d'un bateau de croisière (I Got You). Ils repèrent la pêche et redirigent le bateau de croisière pour la suivre.
La pêche est attaquée par les requins. Craignant qu'il ne coule, James conçoit un plan pour utiliser la toile d'araignée pour attacher des mouettes à la pêche et voler hors de l'eau. Ils utilisent le ver de terre comme appât pour attirer les mouettes (Plump and Juicy). Mille-pattes est frustré que le reste des insectes accepte James - un humain. Il tombe de la pêche. James s'attache à la toile de Spider et saute pour sauver mille-pattes. Mille-pattes se rend compte que tous les humains ne sont peut-être pas si mauvais, mais ne sait pas comment s'excuser.
Ils arrivent à New York et sont attaqués par Spiker et Sponge (qui ont acquis des hélicoptères d'attaque équipés de missiles) et la pêche atterrit au sommet de l'Empire State Building (Empire State / The Attack). Une fois que les insectes et James descendent du bâtiment et sont au sol, les tantes tentent de reprendre James et d'exterminer les insectes, mais sont écrasées par la pêche tombant du haut de l'Empire State Building.
Mille-pattes s'excuse pour ses actions et décide de partir, mais les autres insectes et James veulent qu'il reste (On Your Way Home [Reprise]). Le spectacle se termine avec tous les insectes devenant une famille et vivant à l'intérieur de la fosse aux pêches à New York (Welcome Home).

## Numéros musicaux
Liste des chansons de la version actuellement disponible sous licence sur Music Theatre International :
| Acte I - Right Before Your Eyes - La troupe - On Your Way Home - James - Property of Spiker and Sponge - Spiker et Sponge - Shake It Up - Ladahlord et la troupe - There's Money On That Tree - Spiker, Sponge et la troupe - Middle of a Moment - James - Floatin' Along - Les insectes et James | Acte II - Have You Even Begun to Wonder? - Les insectes et James - A Getaway for Spiker and Sponge - Spiker et Sponge - Everywhere That You Are - La coccinelle, la sauterelle, le ver de terre et l'araignée - I Got You - Spiker, Sponge et la troupe - Plump and Juicy Les insectes, James et la troupe - Empire State/The Attack Ladahlord et la troupe - On Your Way Home (reprise) - James - Welcome Home - La troupe |

## Productions

### Essai pour Broadway 2010 (Goodspeed)
La comédie musicale a été créée du 21 octobre 2010 au 21 novembre 2010 à Goodspeed Musicals à East Haddam, Connecticut. La comédie musicale elle-même était tout à fait différente de son matériel source, mais l'honorait. Tout au long des représentations durant deux mois, le spectacle a été révisé. Le casting a présenté de jeunes acteurs Ellis Gage et Justin Lawrence Hall jouant James, Steve Rosen dans le rôle de Marvo le magicien, Ruth Gotschall dans le rôle de tante Spiker et Denny Dillon dans le rôle de tante Sponge. Le spectacle a également présenté Jim Stanek dans le rôle de la sauterelle, Chelsea Packard (crédité Chelsea Krombach) dans le rôle de la coccinelle, Kate Wetherhead dans le rôle de l'araignée, Destan Owens dans le rôle du ver de terre, Nick Gaswirth dans le rôle du mille-pattes, ainsi que Nicholas Park, Minami Yusi, Marissa Palley et Jessica Fontana (crédité comme Jessica Hershberg) dans l'ensemble. La troupe de danse "Pilobolus" représentait une grande partie de la production, apportant une technique théâtrale innovante consistant à utiliser leur corps pour créer la majeure partie du décor, en utilisant spécifiquement la technique des ombres pour créer la majorité des effets spéciaux. La production a présenté la direction musicale par Chris Fenwick et les arrangements chorégraphiques de Sam Davis. La production devait initialement aller à Broadway, mais a reçu des critiques mitigées.

### Kennedy Center 2012
Une version en cours de développement de la comédie musicale jouée au festival New Visions / New Voices 2012, tenu au Kennedy Center en mai 2012 pour des pièces de théâtre en développement écrites pour le jeune public. La production 2012 du Kennedy Center a été mise en scène par Marty Johnson et Timothy Allen McDonald.

### Seattle 2013
En novembre 2013, une version retravaillée de la comédie musicale a été présentée au Seattle Children's Theatre. Après la production de 2010, le spectacle a subi de nombreuses révisions, modifiant les aspects de l'intrigue et les chansons pour plaire à un public plus jeune, dont les plus notables étaient l'omission de son ancienne chanson titre, Perfectly Perfect, et l'arrêt de la utilisation de Pilobolus. 
Justin Paul a déclaré à propos de la version révisée : « Cela a certainement changé - et, espérons-le, a évolué - depuis que nous avons créé le spectacle à Goodspeed. De toute évidence, c'était la première fois que nous voyions le spectacle devant un public, alors nous avons appris beaucoup juste à partir de cela… Maintenant, nous avons en quelque sorte mis une autre perspective. Il faut que ce soit un spectacle qui intéresse un jeune public - ciblée pour tous les âges ».

### Toronto 2014
En 2014, la comédie musicale a fait sa première canadienne au Young People's Theatre de Toronto, en Ontario. Mise en scène par Sue Miner, chorégraphié par Jen Shuber et musicalement dirigée par Jason Jestadt, il a présenté Alessandro Constantini dans le rôle de James, Lana Carillo dans le rôle de la coccinelle, Saccha Dennis dans le rôle de l'araignée, Stewart Adam McKensy dans le rôle de la sauterelle, Jacob MacInnis dans le rôle du ver de terre, Dale Miller dans le rôle de mille-pattes, Nicole Robert dans le rôle de Spiker et Karen Wood dans le rôle de Sponge. Le spectacle a été adapté en James et The Giant Peach Jr., destiné aux acteurs âgés de 8 à 18 ans. Sa première a eu lieu le 14 octobre 2016, au Kum & Go Theatre de Des Moines, Iowa.

## Enregistrement
Lorsque la nouvelle version de Seattle a été mise à disposition pour licence par la société McDonald's, Music Theatre International, un album a été enregistré et publié en 2015 en téléchargement gratuit. Avec le jeune acteur Luca Padovan dans le rôle de James, ce casting présentait Marc Kudisch dans le rôle de Ladahord, Jackie Hoffman et Mary Testa dans le rôle de Spiker et Sponge, Christian Borle dans le rôle de la sauterelle, Megan Hilty dans le rôle de la coccinelle, Sarah Stiles dans le rôle de l'araignée, Daniel Breaker dans le rôle du ver de terre et Brian d'Arcy James dans le rôle du mille-pattes,.